# Dirphia costosa
Dirphia costosa är en fjärilsart som beskrevs av Herrich-Schäffer 1855. Dirphia costosa ingår i släktet Dirphia och familjen påfågelsspinnare. Inga underarter finns listade i Catalogue of Life.